# Mariscal de Francia

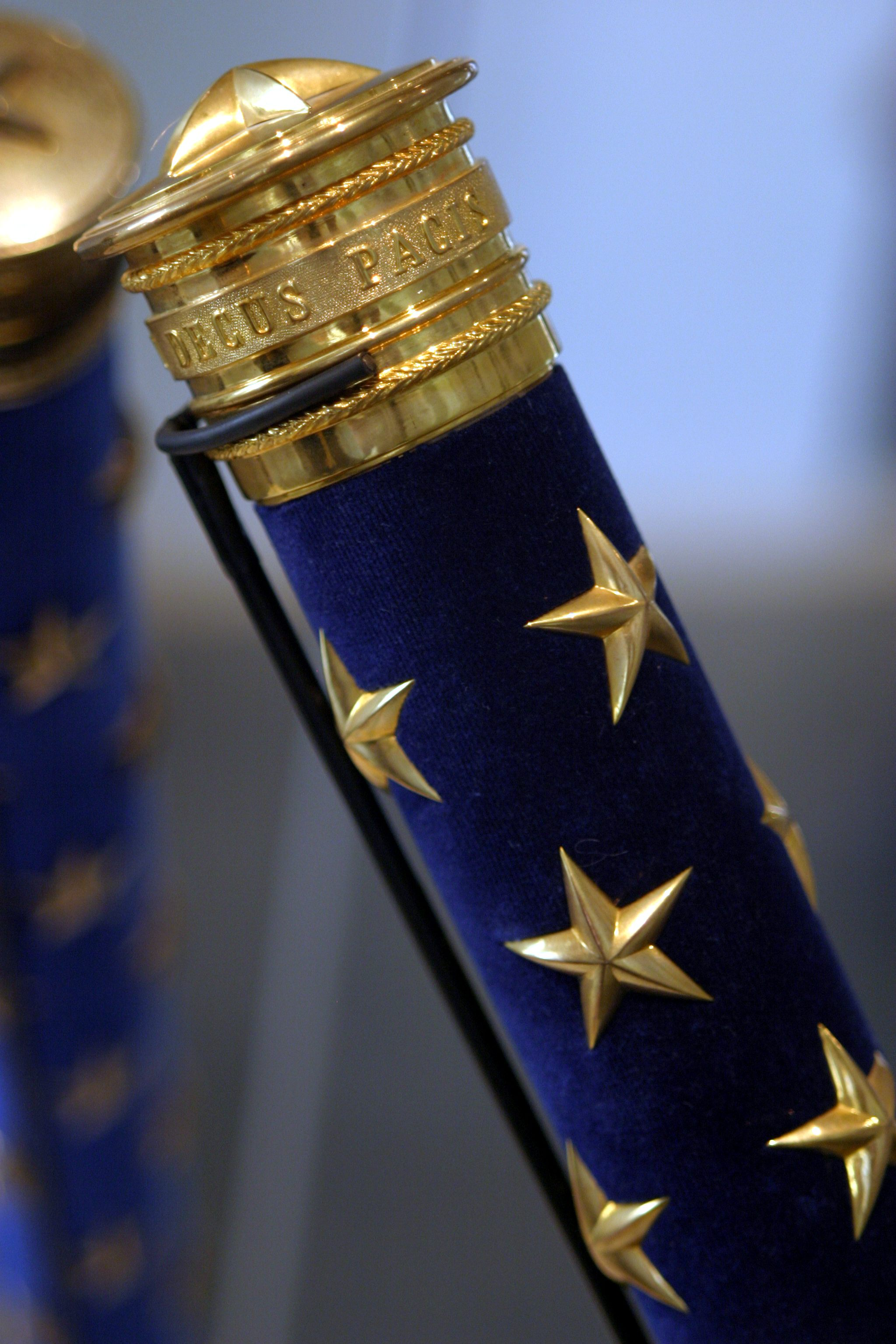
Los bastones de los cuatro mariscales de la Segunda Guerra Mundial (Jean de Lattre de Tassigny, Philippe Leclerc de Hauteclocque, Alphonse Juin, Marie-Pierre Koenig), expuestos en el Musée de l'Armée.

Mariscal de Francia (en francés: maréchal de France) es un antiguo rango militar francés, convertido desde la Primera Guerra Mundial en una distinción de Estado. Se ha concedido a los generales por logros excepcionales o el conjunto de una carrera destacada.
Durante el Antiguo Régimen y la Restauración borbónica los mariscales eran unos de los grandes oficiales de la Corona y durante el Primer Imperio francés uno de los grandes dignatarios del Imperio, pero durante este período se le llamó mariscal del Imperio.
En las épocas monárquicas, el atributo simbólico del mariscalato de Francia era un bastón sembrado (tal es la expresión heráldica) de flores de lis, elemento principal del blasón de los borbones. Napoleón sustituyó esas flores borbónicas por sus propias águilas y más adelante las repúblicas recrearon un bastón sembrado de estrellas. Los bastones tienen una inscripción latina: «TERROR BELLI, DECUS PACIS», que significa «Terror en la guerra, ornamento en la paz».
Modernamente los mariscales de Francia han usado un uniforme muy similar al de los generales pero con siete estrellas en las bocamangas, en las paletas o en el kepis, según el uniforme.
En distintos momentos de la historia de Francia, seis mariscales de Francia recibieron el rango de mariscal general de Francia, de corta duración: Biron, Lesdiguières, Turenne, Villars, Mauricio de Sajonia y Soult.

## Historia
El título derivó del cargo de marescallus Franciae creado por Felipe Augusto para Albéric Clément (circa 1190).
Posteriormente se convirtió en una distinción que tenía prioridad sobre el condestable de Francia, que originalmente era un oficial de mayor graduación que el mariscal. Hasta 1791, hubo 256 mariscales de Francia.
El título fue abolido por la Convención Nacional en 1793. Fue recreado durante el Primer Imperio francés por Napoleón Bonaparte como «mariscal del Imperio». Bajo la Restauración borbónica, el título volvió a mariscal de Francia y Napoleón III conservó esta denominación.
Después de la caída de Napoleón III y el Segundo Imperio francés, la Tercera República no usó el título hasta la Primera Guerra Mundial, cuando fue recreado como una distinción militar y no un grado.
Philippe Pétain, premiado con la distinción de mariscal de Francia por su mandato como general en la Primera Guerra Mundial, conservó su título aún tras su juicio y encarcelamiento y tras ser despojado de otros puestos y títulos.
El último Mariscal de Francia en vida fue Alphonse Pierre Juin, ascendido en 1952, quien murió en 1967. El mariscal de Francia más reciente ha sido Marie Pierre Koenig, quien fue nombrado mariscal en 1984 después de su muerte, acaecida en 1970.

## Mariscales de Francia

### Dinastía de los Capetos directos
- Reinado de Felipe II de Francia (1180-1223):
  - Albéric Clément (c.1165-1191), mariscal de Francia 1185.
  - Guillaume de Bournel (muerto en 1195), mariscal de Francia en 1192.
  - Nivelon d'Arras (muerto en 1204), mariscal de Francia en 1202.
  - Henry I Clément, llamado el «Pequeño Mariscal», señor de Le Mez y de Argentan (1170-1214), mariscal de Francia en 1204.
  - Jean III Clément, señor de Le Mez y de Argentan (muerto en 1262), mariscal de Francia en 1214.
  - Guillaume de la Tournelle (fechas desconocidas), mariscal de Francia en 1220.

- Reinado de Luis IX de Francia (1226-1270):
  - Ferry Pasté, señor de Challeranges (muerto en 1247), mariscal de Francia en 1240.
  - Jean Guillaume de Beaumont (muerto en 1257), mariscal de Francia en 1250.
  - Henri de Cousances (muerto en 1268), mariscal de Francia en 1255.
  - Gauthier III, señor de Nemours (muerto en 1270), mariscal de Francia en 1257.
  - Henri II Clément, señor de Le Mez y Argentan (muerto en 1265), mariscal de Francia en 1262.
  - Héric de Beaujeu (muerto en 1270), mariscal de Francia en 1265.
  - Renaud de Précigny (muerto en 1270), mariscal de Francia en 1265.
  - Raoul II Sores (muerto en 1282), mariscal de Francia en 1270.
  - Lancelot de Saint-Maard (muerto en 1278), mariscal de Francia en 1270.

- Reinado de Felipe III de Francia (1270-1285):
  - Ferry de Verneuil (muerto en 1283), mariscal de Francia en 1272.
  - Guillaume V du Bec Crespin (muerto en 1283), mariscal de Francia en 1283.
  - Jean II d'Harcourt, vizconde de Châtellerault, señor de Harcourt (muerto en 1302), mariscal de Francia en 1283.
  - Raoul V Le Flamenc (muerto en 1287), mariscal de Francia en 1285.

- Reinado de Felipe IV de Francia (1285-1314):
  - Jean de Varennes (muerto en 1292), mariscal de Francia en 1288.
  - Simon de Melun, señor de La Loupe y de Marcheville (muerto en 1302), mariscal de Francia en 1290.
  - Guy Ier de Clermont de Nesle (muerto en 1302), mariscal de Francia en 1292.
  - Foulques du Merle (muerto en 1314), mariscal de Francia en 1302.
  - Miles de Noyers (muerto en 1350), mariscal de Francia en 1302.
  - Jean de Corbeil, señor de Grez (muerto en 1318), mariscal de Francia en 1308.

- Reinado de Luis X de Francia (1314-1316):
  - Juan IV de Beaumont (muerto en 1318), mariscal de Francia en 1315.

- Reinado de Felipe V de Francia (1316-1322):
  - Mathieu de Trie (muerto en 1344), mariscal de Francia en 1318.
  - Jean des Barres (fechas desconocidas), mariscal de Francia en 1318.
  - Bernard VI de Moreuil, señor de Moreuil (muerto en 1350), mariscal de Francia en 1322.

- Reinado de Carlos IV de Francia (1322-1328):
  - Robert-Jean Bertran de Briquebec, barón de Briquebec, vizconde de Roncheville (1285-1348), mariscal de Francia en 1325.

### Dinastía de los Valois
- Reinado de Felipe VI de Francia (1328-1350):
  - Anseau de Joinville (1265-1343), mariscal de Francia en 1339.
  - Charles I de Montmorency, señor de Montmorency (1325-1381), mariscal de Francia en 1344.
  - Robert de Wavrin, señor de Saint-Venant (muerto en 1360), mariscal de Francia en 1344.
  - Guy II de Nesle, señor de Offémont y de Mello (muerto en 1352), mariscal de Francia en 1345.
  - Édouard de Beaujeu, señor de Châteauneuf (1316-1351), mariscal de Francia en 1347.

- Reinado de Juan II de Francia (1350-1364):
  - Arnoul d'Audrehem, señor de Audrehem (muerto en 1370), mariscal de Francia en 1351.
  - Rogues de Hangest, señor de Avesnecourt (muerto en 1352), mariscal de Francia en 1352.
  - Jean de Clermont, señor de Chantilly y de Beaumont (muerto en 1356), mariscal de Francia en 1352.
  - Jean I Le Maingre (1310-1367), mariscal de Francia en 1356.

- Reinado de Carlos V de Francia (1364-1380):
  - Jean IV de Mauquenchy, señor de Blainville (muerto en 1391), mariscal de Francia en 1368.
  - Louis II de Champagne, conde de Sancerre (1342-1402), mariscal de Francia en 1369.

- Reinado de Carlos VI de Francia (1380-1422):
  - Juan Le Maingre (1364-1421), mariscal de Francia en 1391.
  - Jean II de Rieux, señor de Rochefort y de Rieux (1342-1417), mariscal de Francia en 1397.
  - Pierre de Rieux, señor de Rochefort y de Rieux (1389-1439), mariscal de Francia en 1417.
  - Claude de Beauvoir, señor de Chastellux y vizconde de Avallon (1385-1453), mariscal de Francia en 1418.
  - Jean de Villiers de L'Isle-Adam (1384-1437), mariscal de Francia en 1418.
  - Jacques de Montberon, señor de Engoumois (muerto en 1422), mariscal de Francia en 1418.
  - Gilbert Motier de La Fayette (1396-1464), mariscal de Francia en 1421.
  - Antoine de Vergy (muerto en 1439), mariscal de Francia en 1422.
  - Jean de La Baume, conde de Montrevel-en-Bresse (muerto en 1435), mariscal de Francia en 1422.

- Reinado de Carlos VII de Francia (1422-1461):
  - Amaury de Séverac, señor de Beaucaire y de Chaude-Aigues (muerto en 1427), mariscal de Francia en 1424.
  - Jean de Brosse, barón de Boussac y de Sainte-Sévère (1375-1433), mariscal de Francia en 1426.
  - Gilles de Rais, señor de Ingrande y de Champtocé (1404-1440), mariscal de Francia en 1429.
  - André de Laval-Montmorency, señor de Lohéac y de Retz (1408-1486), mariscal de Francia en 1439.
  - Philippe de Culant, señor de Jaloignes, de La Croisette, de Saint-Armand y de Chalais (muerto en 1454), mariscal de Francia en 1441.
  - Jean Poton de Xaintrailles, senescal de Limousin (1390-1461), mariscal de Francia en 1454.

- Reinado de Luis XI de Francia (1461-1483):
  - Joachim Rouhault de Gamaches, señor de Boismenard (muerto en 1478), mariscal de Francia en 1461.
  - Jean de Lescun, conde de Cominges (muerto en 1473), mariscal de Francia en 1461.
  - Wolfart VI Van Borselleen, señor de Vère en Holanda y conde de Buchan en Escocia (muerto en 1487), mariscal de Francia en 1464.
  - Pierre de Rohan de Gié, señor de Rohan (1450-1514), mariscal de Francia en 1476.

- Reinado de Carlos VIII de Francia (1483-1498):
  - Philippe de Crèvecœur d'Esquerdes (1418-1494), mariscal de Francia en 1486.
  - Jean de Baudricourt, señor de Choiseul y baile de Chaumont (muerto en 1499), mariscal de Francia en 1486.

### Dinastía de los Valois-Orleans
- Reinado de Luis XII de Francia (1498-1515):
  - Jacques de Trivulce, marqués de Vigevano (1448-1518), mariscal de Francia en 1499.
  - Carlos de Amboise, señor de Chaumont, de Meillan y de Charenton (1473-1511), mariscal de Francia en 1506.
  - Odet de Foix, vizconde de Lautrec (1485-1528), mariscal de Francia en 1511.
  - Roberto Estuardo, señor de Aubigny y conde de Lennox (1470-1544), mariscal de Francia en 1514.

### Dinastía de los Valois-Angoulême
- Reinado de Francisco I de Francia (1515-1547):
  - Jacques II de Chabannes, señor de La Palice (muerto en 1525), mariscal de Francia en 1515.
  - Gaspard I de Coligny, señor de Chatillon-sur-Loing (muerto en 1522), mariscal de Francia en 1516.
  - Thomas de Foix-Lescun (muerto en 1525), mariscal de Francia en 1518.
  - Anne de Montmorency, duque de Montmorency y de Damville, conde de Beaumont-sur-Oise y de Dammartin, vizconde de Melun, primer barón de Francia y gran maestre, condestable de Francia, etc. (1492-1567), mariscal de Francia en 1522.
  - Théodor Trivulce (1458-1531), mariscal de Francia en 1526.
  - Roberto III de La Marck, duque de Bouillon, lord de Sedan (1491-1537), mariscal de Francia en 1526.
  - Claude d'Ailly, señor de Annebaut (muerto en 1500), mariscal de Francia en 1538.
  - Claude d'Annebaut (1500-1552), mariscal de Francia en 1538.
  - René de Montjean (muerto en 1538), señor de Montjean, mariscal de Francia en 1538.
  - Oudard du Biez, señor de Le Biez (muerto en 1553), mariscal de Francia en 1542, destituido en 1551.
  - Antoine de Lettes-Desprez, señor de Montpezat (1490-1544), mariscal de Francia en 1544.
  - Jean Caraccioli, príncipe de Melphes (1480-1550), mariscal de Francia en 1544.

- Reinado de Enrique II de Francia (1547-1559):
  - Jacques d'Albon de Saint-André, marqués de Fronsac (muerto en 1562), mariscal de Francia 1547.
  - Robert IV de La Marck, duque de Bouillon y príncipe de Sedán (1520-1556), mariscal de Francia en 1547.
  - Charles I de Cossé-Brissac, conde de Brissac (1505-1563), mariscal de Francia en 1550.
  - Piero Strozzi, (1500-1558), mariscal de Francia en 1554.
  - Paul de La Barthe de Thermes, señor de Thermes (1482-1558), conde de Cominges por designio real. Mariscal de Francia en 1558.

- Reinado de Francisco II de Francia (1559-1560):
  - Francisco de Montmorency, duque de Montmorency (1520-1563), mariscal de Francia en 1559.

- Reinado de Carlos IX de Francia (1560-1574):
  - François de Scépeaux, señor de Vieilleville (1509-1571), mariscal de Francia en 1562.
  - Imbert de La Plâtrière, señor de Bourdillon (1524-1567), mariscal de Francia en 1564.
  - Enrique I de Montmorency, señor de Damville, duque de Montmorency, conde de Dammartin y Alais, barón de Chateaubriant, lord de Chantilly y Ecouen (1534-1614), mariscal de Francia en 1566.
  - Artus de Cossé-Brissac, señor de Gonnor y conde de Secondigny (muerto en 1582), mariscal de Francia en 1567.
  - Gaspard de Saulx, lord de Tavannes (1509-1575), mariscal de Francia en 1570.
  - Honorato II de Saboya, marqués de Villars (muerto en 1580), mariscal de Francia en 1571.
  - Albert de Gondi, duque de Retz (1522-1602), mariscal de Francia en 1573.

- Reinado de Enrique III de Francia (1574-1589):
  - Roger I de Saint Larry, señor de Bellegarde (muerto en 1579), mariscal de Francia en 1574.
  - Blaise de Montluc, señor de Montluc (1500-1577), mariscal de Francia en 1574.
  - Armand de Gontaut, barón de Biron (1524-1592), mariscal de Francia en 1577.
  - Jacques de Goyon, señor de Matignon y de Lesparre, conde de Thorigny, príncipe de Mortagne sur Gironde (1525-1597), mariscal de Francia en 1579.
  - Jean VI d'Aumont, barón de Estrabonne, conde de Châteauroux (muerto en 1580), mariscal de Francia en 1571.
  - Guillaume de Joyeuse, vizconde de Joyeuse, señor de Saint-Didier, de Laudun, de Puyvert y de Arques (1520-1592), mariscal de Francia en 1582.
  - François Gouffier, señor de Crèvecœur, de Bonnivet y de Thois, marqués de Deffends (muerto en 1594), mariscal de Francia en 1586.

### Dinastía de los Borbones
- Reinado de Enrique IV (1592-1602) 
  - Enrique de la Tour d'Auvergne, vizconde de Turenne y duque de Bouillon (1555-1623), mariscal de Francia en 1592
  - Charles de Gontaut, duque de Biron (1562-1602), mariscal de Francia en 1594
  - Claude de La Chatre de La Maisonfort, barón de la Maisonfort (1536-1614), mariscal de Francia en 1594
  - Jean de Montluc de Balagny (1560-1603), mariscal de Francia en 1594
  - Jean III de Beaumanoir, marqués de Lavardin y conde de Nègrepelisse (1551-1614), mariscal de Francia en 1595
  - Henri de Joyeuse, duque de Joyeuse (1567-1608), mariscal de Francia en 1595
  - Urbain de Montmorency-Laval, marqués de Sablé (1557-1629), mariscal de Francia en 1595
  - Alphonse d'Ornano (1548-1610), mariscal de Francia en 1597
  - Guillaume de Hautemer de Grancey, conde de Grancey (1537-1613), mariscal de Francia en 1597
  - François de Bonne, duque de Lesdiguières (1543-1626), mariscal de Francia en 1608

- Reinado de Luis XIII (1613-1643) 
  - Concino Concini, marqués de Ancre (1575-1617), mariscal de Francia en 1613
  - Gilles de Courtenvaux de Souvré, marqués de Souvré (1540-1626), mariscal de Francia en 1614
  - Antoine de Roquelaure, barón de Roquelaure (1560-1625), mariscal de Francia en 1614
  - Louis de La Châtre de Maisonfort, barón de Maisonfort (muerto en 1630), mariscal de Francia en 1616
  - Pons de Lauzières-Thémines-Cardaillac, marqués de Thémines (1553-1627), mariscal de Francia en 1616
  - François de La Grange d'Arquien, señor de Montigny y de Séry en Bérry (1554-1617), mariscal de Francia en 1616
  - Nicolas de L'Hôpital, duque de Vitry (1581-1644), mariscal de Francia en 1617
  - Charles de Choiseul-Praslin, conde de Le Plessis-Praslin (1563-1626), mariscal de Francia en 1619
  - Jean François de La Guiche, conde de La Palice (1569-1632), mariscal de Francia en 1619
  - Honoré d'Albert d'Ailly, duque de Chaulnes (1581-1649), mariscal de Francia en 1620
  - François d'Esparbes de Lussan d'Aubeterre, vizconde de Aubeterre (muerto en 1628), mariscal de Francia en 1620
  - Charles de Créquy de Lesdiguières, príncipe de Poix, Duque de Lesdiguières (1580-1638), mariscal de Francia en 1621
  - Jacques-Nompar de Caumont, duque de La Force (1558-1652), mariscal de Francia en 1621
  - François de Bassompierre, marqués de Bassompierre (1579-1646), mariscal de Francia en 1622
  - Gaspard III de Coligny, duque de Châtillon (1584-1646), mariscal de Francia en 1622
  - Henri de Schomberg, conde de Schomberg (1574-1632), mariscal de Francia en 1625
  - Jean-Baptiste d'Ornano (1581-1626), mariscal de Francia en 1626
  - François Annibal d'Estrées, duque d'Estrées (1573-1670), mariscal de Francia en 1626
  - Timoléon d'Epinay de Saint-Luc (1580-1644), mariscal de Francia en 1627
  - Louis de Marillac, conde de Beaumont-le-Roger (1572-1632), mariscal de Francia en 1629
  - Henri II de Montmorency, duque de Montmorency y de Damville, también almirante de Francia (1595-1632), mariscal de Francia en 1630
  - Jean de Saint-Bonnet, marqués de Toiras (1585-1636), mariscal de Francia en 1630
  - Antoine Coëffier de Ruzé d'Effiat, marqués de Effiat (1581-1632), mariscal de Francia en 1631
  - Urbain de Maillé-Brézé, marqués de Brézé (1597-1650), mariscal de Francia en 1632
  - Maximilien de Béthune, duque de Sully (1560-1641), mariscal de Francia en 1634
  - Charles de Schomberg, duque de Halluin (1601-1656), mariscal de Francia en 1637
  - Charles de La Porte de Meilleraye, marqués de Meilleraye (1602-1664), mariscal de Francia en 1639
  - Antoine III de Gramont, duque de Gramont (1604-1678), mariscal de Francia en 1641
  - Jean Baptiste Budes de Guébriant, conde de Guébriant (1602-1643), mariscal de Francia en 1642
  - Philippe de La Mothe-Houdancourt, duque de Cardona (1605-1657), mariscal de Francia en 1642
  - François de L'Hôpital, conde de Rosnay (1583-1660), mariscal de Francia en 1643
  - Enrique de la Tour d'Auvergne-Bouillon, vizconde de Turenne (1611-1675), mariscal de Francia en 1643, mariscal general de Francia en 1660
  - Jean de Gassion, conde de Gassion (1609-1647), mariscal de Francia en 1643

- Reinado de Luis XIV (1643-1715) 
  - César de Choiseul, duque de Choiseul (1598-1675), mariscal de Francia en 1645
  - Josias de Rantzau, conde de Rantzau (1609-1650), mariscal de Francia en 1645
  - Nicolas de Neufville, duque de Villeroi (1597-1685), mariscal de Francia en 1646
  - Antoine d'Aumont de Rochebaron, duque d'Aumont (1601-1669), mariscal de Francia en 1651
  - Jacques d'Estampes de La Ferté-Imbert, marqués de La Ferté-Imbert (1590-1663), mariscal de Francia en 1651
  - Henri de La Ferté-Senneterre, duque de La Ferté-Senneterre (1600-1681), mariscal de Francia en 1651
  - Charles de Monchy d'Hocquincourt, marqués d'Hocquincourt (1599-1658), mariscal de Francia en 1651
  - Jacques Rouxel de Grancey, conde de Grancey (1603-1680), mariscal de Francia en 1651
  - Armand Nompar de Caumont-La Force, duque de La Force (1582-1672), mariscal de Francia en 1652
  - Philippe de Clérambault de La Palluau, conde de La Palluau (1606-1665), mariscal de Francia en 1652
  - César Phœbus d'Albrand of Miossens, conde de Miossens (1614-1676), mariscal de Francia en 1653
  - Louis de Foucault de Saint-Germain Beaupré, conde de Le Daugnon (1616-1659), mariscal de Francia en 1653
  - Jean de Schulemberg de Montejeu, conde de Montejeu] (1597-1671), mariscal de Francia en 1658
  - Abraham de Fabert, marqués de Esternay (1599-1662), mariscal de Francia en 1658
  - Jacques de Mauvisière de Castelnau, marqués de Castelnau (1620-1658), mariscal de Francia en 1658
  - Bernardin Gigault de Bellefonds, marqués de Bellefonds (1630-1694), mariscal de Francia en 1668
  - François de Créquy, marqués de Marines (1620-1687), mariscal de Francia en 1668
  - Louis de Crevant, duque de Humières (1628-1694), mariscal de Francia en 1668
  - Godefroy d'Estrades, conde de Estrades (1607-1686), mariscal de Francia en 1675
  - Philippe de Montaut-Bénac de Navailles, duque de Navailles (1619-1684), mariscal de Francia en 1675
  - Federico de Schomberg, duque de Schomberg (1616-1690), mariscal de Francia en 1675
  - Jacques Henri de Durfort de Duras, duque de Duras (1626-1704), mariscal de Francia en 1675
  - François d'Aubusson de La Feuillade, duque de La Feuillade (1625-1691), mariscal de Francia en 1675
  - Louis Victor de Rochechouart de Mortemart, duque de Mortemart le maréchal de Vivonne (en francés: el mariscal de Vivonne) (1636-1688), mariscal de Francia en 1675
  - François-Henri de Montmorency-Luxembourg, duque de Luxemburgo (1628-1695), mariscal de Francia en 1675
  - Henri Louis d'Aloigny de Rochefort, marqués de Rochefort (1636-1676), mariscal de Francia en 1675
  - Guy Aldonce de Durfort de Lorges, duque de Lorges (1630-1702), mariscal de Francia en 1676
  - Jean II d'Estrées, conde de Estrées 1624-1707), mariscal de Francia en 1681
  - Claude de Choiseul de Francières, marqués de Francières (1632-1711), mariscal de Francia en 1693
  - Jean-Armand de Joyeuse-Grandpré, marqués de Grandpré (1632-1710), mariscal de Francia en 1693
  - François de Neufville de Villeroy, duque de Villeroi (1644-1730), mariscal de Francia en 1693
  - Louis François de Boufflers, duque de Boufflers y conde de Cagny (1664-1711), mariscal de Francia en 1693
  - Anne Hilarion de Tourville, conde de Tourville (1642-1701), mariscal de Francia en 1693
  - Anne-Jules, segundo duque de Noailles (1650-1708), mariscal de Francia en 1693
  - Nicolas Catinat (1637-1712), mariscal de Francia en 1693
  - Luis José de Vendôme, duque de Vendôme (1654-1712), mariscal de Francia en 1695
  - Claude Louis Hector de Villars, duque de Villars (1653-1734), mariscal de Francia en 1702, mariscal general de Francia en 1733
  - Noël Bouton de Chamilly, marqués de Chamilly (1636-1715), mariscal de Francia en 1703
  - Victor-Marie d'Estrées, duque d'Estrées (1660-1737), mariscal de Francia en 1703
  - François-Louis Rousseland of Château-Renault, marqués de Château-Renault (1637-1716), mariscal de Francia en 1703
  - Sébastien Le Prestre, marqués de Vauban (1633-1707), mariscal de Francia en 1703
  - Conrad de Rosen, marqués de Rosen (1628-1715), mariscal de Francia en 1703
  - Nicolas Chalon du Blé d'Uxelles, marqués de Huxelles (1652-1730), mariscal de Francia en 1703
  - René de Froulay de Tessé, conde de Tessé (1651-1725), mariscal de Francia en 1703
  - Camille d'Hostun de la Baume, duque de Tallard (1652-1728), mariscal de Francia en 1703
  - Nicolas Auguste de La Baume de Montrevel, marqués de Montrevel (1636-1716), mariscal de Francia en 1703
  - Henry d'Harcourt, duque de Harcourt (1654-1718), mariscal de Francia en 1703
  - Ferdinand de Marsin, conde de Marsin (1656-1706), mariscal de Francia en 1703
  - James Fitz-James, primer duque de Berwick (1670-1734), mariscal de Francia en 1706
  - Charles-Auguste de Goyon-Matignon, conde de Matignon (1647-1729), mariscal de Francia en 1708
  - Jacques de Bazin de Bezons, marqués de Bezons (1645-1733), mmariscal de Francia en 1709
  - Pierre de Montesquiou d'Artagnan, conde de Artagnan] (1645-1725), mariscal de Francia en 1709.

- Reinado de Luis XV (1715-1774) 
  - Victor-Maurice, conde de Broglie (1646-1727), mariscal de Francia en 1724
  - Antoine Gaston de Roquelaure, duque de Roquelaure (1656-1738), mariscal de Francia en 1724
  - Éléonor Marie du Maine du Bourg, conde de Le Bourg (1655-1739), mariscal de Francia en 1724
  - Yves V d'Alègre, marqués d'Alègre (1653-1733), mariscal de Francia en 1724
  - Louis d'Aubusson de la Feuillade, duque de la Feuillade (1673-1725), mariscal de Francia en 1724
  - Antoine V de Gramont, duque de Gramont (1671-1725), mariscal de Francia en 1724
  - Alain Emmanuel de Coëtlogon, marqués de Coëtlogon (1646-1730), mariscal de Francia en 1730
  - Charles Armand de Gontaut, duque de Biron (1663-1756), mariscal de Francia en 1734
  - Jacques François de Chastenand de Puységur, marqués de Puységur (1665-1743), mariscal de Francia en 1734
  - Claude Bidal, marqués de Asfeld (1665-1743), mariscal de Francia en 1734
  - Adrien Maurice, tercer duque de Noailles (1678-1766), mariscal de Francia en 1734
  - Christian-Louis de Montmorency-Luxembourg, príncipe de Tingry (1713-1787), mariscal de Francia en 1734
  - François Marie II, conde de Broglie (1671-1745), mariscal de Francia en 1734
  - François de Franquetot, duque de Coign] (1670-1759), mariscal de Francia en 1734
  - Charles Eugène, duque de Lévis-Charlus (1669-1734), mariscal de Francia en 1734
  - Louis de Brancas de Forcalquier, marqués de Céreste (1671-1750), mariscal de Francia en 1740
  - Louis Auguste d'Albert d'Ailly, duque de Chaulnes (1676-1744), mariscal de Francia en 1741
  - Louis Armand de Brichanteau, duque de Nangis (1682-1742), mariscal de Francia en 1741
  - Louis de Gand de Mérode de Montmorency, príncipe d'Isenghien (1678-1762), mariscal de Francia en 1741
  - Jean-Baptiste de Durfort, duque de Duras (1684-1778), mariscal de Francia en 1741
  - Jean-Baptiste Desmarets, marqués de Maillebois (1682-1762), mariscal de Francia en 1741
  - Charles Fouquet, duque de Belle-Isle, llamado el mariscal de Belle-Isle (1684-1762), mariscal de Francia en 1741
  - Mauricio de Sajonia (1696-1750), mariscal de Francia en 1741, mariscal general de Francia en 1747
  - Jean-Baptiste Louis Andrault de Maulévrier, marqués de Maulévrier (1677-1754), mariscal de Francia en 1745
  - Claude Testu, marqués de Balincourt (1680-1770), mariscal de Francia en 1746
  - Philippe Charles, marqués de La Fare (1687-1752), mariscal de Francia en 1746
  - François, duque de Harcourt (1689-1750), mariscal de Francia en 1746
  - Guy Claude Roland de Montmorency-Laval, conde de Monmorency-Laval (1677-1751), mariscal de Francia en 1747
  - Gaspard, duque de Clermont-Tonnerre 1688-1781, mariscal de Francia en 1747
  - Louis Claude, marqués de La Mothe-Houdancourt (1687-1755), mariscal de Francia en 1747
  - Ulrich Friedrich Waldemar von Löwendahl, conde de Löwendahl (1700-1755), mariscal de Francia en 1747
  - Louis François Armand de Vignerot du Plessis, duque de Richelieu (1696-1788), mariscal de Francia en 1748
  - Jean de Fay, marqués de La Tour-Maubourg (1684-1764), mariscal de Francia en 1757
  - Louis Antoine de Gontaut, (1701-1788), conde (más tarde duque) de Biron, mariscal de Francia en 1757
  - Daniel François de Gélas de Lautrec, vizconde de Lautrec (1686-1762), mariscal de Francia en 1757
  - Charles François Frédéric de Montmorency-Luxembourg, duque de Piney-Luxembourg (1702-1764), mariscal de Francia en 1757
  - Louis Charles César Le Tellier, duque de Estrées (1695-1771), mariscal de Francia en 1757
  - Jean Charles de la Ferté, marqués de La Ferté Senneterre (1685-1770), mariscal de Francia en 1757
  - Charles O'Brien de Thomond, conde de Thomond y de Clare (1699-?), mariscal de Francia en 1757
  - Gaston Pierre de Lévis-Mirepoix, duque de Mirepoix (1699-1758), mariscal de Francia en 1757
  - Ladislas Ignace de Bercheny (1689-1778), mariscal de Francia en 1758
  - Hubert de Brienne, Cconde de Conflans (1690-1777), mariscal de Francia en 1758
  - Louis Georges, marqués de Contades, (1704-1793), mariscal de Francia en 1758
  - Charles de Rohan, príncipe de Soubise (1715-1787), mariscal de Francia en 1758
  - Victor François, duque de Broglie (1718-1804), mariscal de Francia en 1759
  - Guy Michel de Durfort de Lorge, duque de Randan (1704-1773), mariscal de Francia en 1768
  - Louis de Brienne de Conflans d'Armentières, marqués de Armentières (1711-1774), mariscal de Francia en 1768
  - Jean de Cossé, duque de Brissac (1698-1780), mariscal de Francia en 1768

- Reinado de Luis XVI (1774-1792) 
  - Anne Pierre d'Harcourt, duque de Harcourt (1701-1783), mariscal de Francia en 1775
  - Luis, 4to duque de Noailles (1713-1793), mariscal de Francia en 1775
  - Antoine, Conde de Nicolaï (1712-1787), mariscal de Francia en 1775
  - Charles de Fitz-James, duque de Fitz-James (1712-1787), mariscal de Francia en 1775
  - Philippe de Noailles, duque de Mouchy (1715-1794), mariscal de Francia en 1775
  - Emmanuel Félicité de Durfort de Duras, duque de Duras (1715-1789), Mariscal de Francia en 1775
  - Louis Nicolas du Muy, duque del Muy (1702-1775), mariscal de Francia en 1775
  - Claude Louis de Saint-Germain, conde de Saint-Germain (1707-1778), mariscal de Francia en 1775
  - Guy André Pierre de Montmorency-Laval, Duque de Laval (1723-1798), mariscal de Francia en 1783
  - Augustin Joseph de Mailly, conde de Mailly (1708-1794), mariscal de Francia en 1783
  - Henri Joseph Bouchard d'Esparbès de Lussan d'Aubeterre, marqués de Aubeterre (1714-1788), mariscal de Francia en 1783
  - Charles Just de Beauvau-Craon, príncipe de Beauvau-Craon (1720-1793), mariscal de Francia en 1783
  - Noël Jourda de Vaux, conde de Vaux (1705-1788), mariscal de Francia en 1783
  - Philippe Henri, marqués de Ségur (1724-1801), mariscal de Francia en 1783
  - Jacques Philippe de Choiseul-Stainville, conde de Choiseul (1727-1789), mariscal de Francia en 1783
  - Charles Eugène de La Croix de Castries, marqués de Castries (1727-1800), mariscal de Francia en 1783
  - Anne Emmanuel de Croÿ, duque de Croÿ (1718-1787), mariscal de Francia en 1783
  - Francis de Gaston, Caballero de Lévis (1719-1787), mariscal de Francia en 1783
  - Nicolas Luckner (1722-1794), mariscal de Francia en 1791
  - Jean-Baptiste de Vimeur, conde de Rochambeau (1725-1807), mariscal de Francia en 1791
  - Francisco de Miranda (1750-1816), mariscal de Francia en 1792

### Primer Imperio francés
- Napoleón Bonaparte (1804-1814):

Bastón de los mariscales napoleónicos.

  - Louis Alexandre Berthier, príncipe de Neufchâtel y de Wagram, duque de Valengin (1753-1815), mariscal del Imperio en 1804.
  - Joaquín Murat, príncipe del Imperio, gran duque de Cléveris y Berg, rey de Nápoles (1767-1815), mariscal del Imperio en 1804.
  - Bon Adrien Jeannot de Moncey, duque de Conegliano (1754-1842), mariscal del Imperio en 1804.
  - Jean-Baptiste Jourdan, conde de Jourdan (1762-1833), mariscal del Imperio en 1804.
  - André Masséna, duque de Rivoli, Príncipe de Essling (1758-1817), mariscal del Imperio en 1804.
  - Pierre François Charles Augereau, duque de Castiglione (1757-1816), mariscal del Imperio en 1804.
  - Jean Baptiste Jules Bernadotte, príncipe de Ponte Corvo, rey de Suecia y Noruega con el nombre de Carlos XIV Juan, (1763-1844), mariscal del Imperio en 1804.
  - Guillaume Marie Anne Brune, conde de Brune (1763-1815), mariscal del Imperio en 1804.
  - Jean de Dieu Soult, duque de Dalmacia (1769-1851), mariscal del Imperio en 1804, mariscal general de Francia en 1847.
  - Jean Lannes, duque de Montebello (1769-1809), mariscal del Imperio en 1804.
  - Édouard Adolphe Casimir Joseph Mortier, duque de Treviso (1768-1835), mariscal del Imperio en 1804.
  - Michel Ney, duque de Elchingen, príncipe de la Moscova (1769-1815), mariscal del Imperio en 1804.
  - Louis Nicolas Davout, duque de Auerstädt, príncipe de Eckmühl (1770-1823), mariscal del Imperio en 1804.
  - Jean-Baptiste Bessières, duque de Istria (1768-1813), mariscal del Imperio en 1804.
  - François Christophe Kellermann, duque de Valmy (1737-1820), mariscal del Imperio en 1804 (honorario).
  - François Joseph Lefebvre, duque de Danzig (1755-1820), mariscal del Imperio en 1804 (honorario).
  - Dominique Catherine de Pérignon, marqués de Grenade (1754-1818), mariscal del Imperio en 1804 (honorario).
  - Jean-Mathieu-Philibert Sérurier, conde de Sérurier (1742-1819), mariscal del Imperio en 1804 (honorario).
  - Claude Perrin Victor, duque de Bellune (1764-1841), mariscal del Imperio en 1807.
  - Etienne-Jacques-Joseph MacDonald, duque de Tarento (1765-1840), mariscal del Imperio en 1809.
  - Nicolas Charles Oudinot, duque de Reggio (1767-1847), mariscal del Imperio en 1809.
  - Auguste Marmont, duque de Ragusa (1774-1852), mariscal del Imperio en 1809.
  - Louis Gabriel Suchet, duque de Albufera (1770-1826), mariscal del Imperio en 1811.
  - Laurent de Gouvion-Saint-Cyr, marqués de Gouvion-Saint-Cyr (1764-1830), mariscal del Imperio en 1812.
  - Józef Antoni Poniatowski, príncipe Poniatowski (1763-1813), mariscal del Imperio en 1813. †
  - Emmanuel de Grouchy, marqués de Grouchy, (1766-1847), mariscal del Imperio en 1815.

Los nombres de una gran parte de estos fueron dados a tramos sucesivos de una avenida circular que circunvala París, que por eso es apodada Boulevard des Maréchaux (en español: «El bulevar de los mariscales»).

### Restauración borbónica
- Luis XVIII de Francia (1815-1824):
  - Georges Cadoudal (1771-1804), mariscal de Francia en 1814 (póstumo).
  - Jean Victor Marie Moreau (1763-1813), mariscal de Francia en 1814 (póstumo).
  - François-Henri de Franquetot de Coigny, duque de Coigny (1737-1821), mariscal de Francia en 1816.
  - Henri Jacques Guillaume Clarke, duque de Feltre (1765-1818), mariscal de Francia en 1816.
  - Pierre Riel de Beurnonville, marqués de Beurnonville (1752-1821), mariscal de Francia en 1816.
  - Charles Joseph Hyacinthe du Houx de Viomesnil, marqués de Viomesnil (1734-1827), mariscal de Francia en 1816.
  - Jacques Alexandre Law, marqués de Lauriston (1768-1828), mariscal de Francia en 1823.
  - Gabriel Jean Joseph Molitor, conde de Molitor (1770-1849), mariscal de Francia en 1823.

- Carlos X de Francia (1824-1830):
  - Louis Aloy de Hohenlohe-Waldenburg-Bartenstein (1765-1829), mariscal de Francia en 1827.
  - Nicolas Joseph Maison, marqués de Maison (1771-1840), mariscal de Francia en 1829.
  - Louis Auguste Victor de Ghaisne de Bourmont, conde de Bourmont (1773-1846), mariscal de Francia en 1830.

### Monarquía de Julio
- Luis Felipe I de Francia (1830-1848):
  - Étienne Maurice Gérard, conde de Gérard, (1773-1852), mariscal de Francia en 1830.
  - Bertrand Clauzel, conde de Clauzel, (1772-1842), mariscal de Francia en 1831.
  - Emmanuel de Grouchy, marqués de Grouchy, (1766-1847), mariscal de Francia en 1831.
  - Georges Mouton, conde de Lobau, (1770-1838), mariscal de Francia en 1831.
  - Sylvain Charles Valée, conde de Valée, (1773-1846), mariscal de Francia en 1837.
  - Horace Sebastiani de la Porta, conde de Sébastiani, (1772-1851), mariscal de Francia en 1840.
  - Jean-Baptiste Drouet, conde de Erlon, (1765-1844), mariscal de Francia en 1843.
  - Thomas Robert Bugeaud, duque de Isly (1784-1849), mariscal de Francia en 1843.
  - Honoré Charles Reille, conde de Reille, (1775-1860), mariscal de Francia en 1847.
  - Guillaume Dode de La Brunerie, vizconde de La Brunerie, (1775-1851), mariscal de Francia en 1847.

### Segunda República Francesa
- Napoleón III Bonaparte (1848-1852):
  - Jerónimo Bonaparte, antiguo rey de Westfalia (1784-1860), mariscal de Francia en 1850.
  - Rémi Joseph Isidore Exelmans, conde de Exelmans (1775-1852), mariscal de Francia en 1851.
  - Jean Isidore Harispe (1768-1855), mariscal de Francia en 1851.
  - Jean-Baptiste Philibert Vaillant, conde de Vaillant 1790-1872), mariscal de Francia en 1851.
  - Jacques Leroy de Saint Arnaud (1798-1854), mariscal de Francia en 1852.
  - Bernard Pierre Magnan (1791-1865), mariscal de Francia en 1852.
  - Boniface de Castellane, marqués de Castellane (1788-1862), mariscal de Francia en 1852.

### Segundo Imperio francés
- Napoleón III Bonaparte (1852-1870):
  - Achille Baraguey d'Hilliers, conde de Baraguey d'Hilliers (1795-1878), mariscal de Francia en 1854.
  - Aimable Jean Jacques Pélissier, duque de Malakoff (1794-1864), mariscal de Francia en 1855.
  - Jacques Louis César Randon, conde de Randon (1795-1871), mariscal de Francia en 1856.
  - François Certain Canrobert (1809-1895), mariscal de Francia en 1856.
  - Pierre Bosquet (1810-1861), mariscal de Francia en 1856.
  - Patrice MacMahon, duque de Magenta (1809-1893), mariscal de Francia en 1859.
  - Auguste Regnaud de Saint-Jean d'Angély (1794-1870), mariscal de Francia en 1859.
  - Adolphe Niel (1802-1869), mariscal de Francia en 1859.
  - Philippe Antoine d'Ornano, conde de Ornano (1784-1863), mariscal de Francia en 1861.
  - Élié-Frédéric Forey (1804-1872), mariscal de Francia en 1863.
  - François Achille Bazaine (1811-1888), mariscal de Francia en 1864.
  - Edmond Leboeuf (1809-1888), mariscal de Francia en 1870.

### Tercera República Francesa
- Raymond Poincaré (1913-1920):

Insignia moderna de un Mariscal de Francia.

  - Joseph Joffre (1852-1931), mariscal de Francia en 1916.
  - Ferdinand Foch (1851-1929), mariscal de Francia en 1918.
  - Philippe Pétain (1856-1951), mariscal de Francia en 1918.

- Alexandre Millerand (1920-1924):
  - Joseph Gallieni (1849-1916), mariscal de Francia en 1921 (póstumo).
  - Louis Hubert Lyautey (1854-1934), mariscal de Francia en 1921.
  - Louis Franchet d'Esperey (1856-1942), mariscal de Francia en 1921.
  - Marie Émile Fayolle (1852-1928), mariscal de Francia en 1921.
  - Michel-Joseph Maunoury (1847-1923), mariscal de Francia en 1923 (póstumo).

### Cuarta República Francesa
- Vincent Auriol (1947-1954):
  - Jean de Lattre de Tassigny (1889-1952), mariscal de Francia en 1952 (póstumo).
  - Philippe Leclerc de Hauteclocque (1902-1947), mariscal de Francia en 1952 (póstumo).
  - Alphonse Juin (1888-1967), mariscal de Francia en 1952.

### Quinta República Francesa
- François Mitterrand (1981-1995):
  - Marie Pierre Koenig (1898-1970), mariscal de Francia en 1984 (póstumo).